# Peter Massink
Peter Massink (Amsterdam, 1954 - Passau, 15 maart 2014) was een Nederlandse jazz-saxofonist (altsaxofoon en baritonsaxofoon), fluitist, klarinettist (ook basklarinet), -componist en -arrangeur, bandleider en pedagoog. Hij bracht zijn werkende leven jarenlang in het buitenland door. In Griekenland werkte hij met de beroemde componist Mikis Theodorakis. Tevens woonde hij in Duitsland en Frankrijk.

## Biografie
Massink studeerde aanvankelijk contrabas, maar een spierontsteking in de arm dwong hem zich te richten op de saxofoon. Hij volgde een klassieke saxofoonstudie en had les bij Frank Foster, Teddy Edwards en Ruud Brink. Uiteindelijk haalde hij in 2001 zijn bachelor aan Bruckner Privatuniversität in Linz (saxofoon en 'Ensembleleitung'). Hij speelde met onder meer Jan Akkerman, Herman Brood, Orkater en salsagroep Bapao (met o.m. Philip Baumgarten).. Van de jaren tachtig tot aan zijn overleden woonde en werkte hij voornamelijk in het buitenland. In Griekenland was hij actief als saxofonist en arrangeur voor Mikis Theodorakis, waarmee hij ook toerde. In Athene speelde hij in de bigband van de radio en was hij gastsolist bij het Athens Symphony Orchestra. Tevens speelde hij met Doug Hammond, ooit de drummer van Charles Mingus, en toerde hij met Oliver Lake De meeste jaren bracht hij door in Passau, van 1999 tot 2007 en van circa 2010 tot aan zijn overlijden. Hij richtte hier verschillende groepen op: het Passauer Saxofon Quartett, Jive Elefants, Truc de Kezzec en Blue Brass. Met de laatste twee groepen nam hij ook platen op. Tevens was hij in Passau betrokken bij een bigband en gaf hij les aan het plaatselijke conservatorium. Met een trio met Philip Baumgarten (contrabas) en Matthias van Olst (drums) nam hij de cd "Full Moon" op.

## Discografie (selectie)
Met Peter Massink Trio
- Full Moon

Met Paul Zauner's Blue Brass
- Soil, 2007

Met Truc de Kezzec
- It Takes A Tough Man...To Cook A Tender Chicken, PAO Records, 2008

Met Alexia Vassiliou
- Birds Have to Fly, Performance Street, 2013

Met Theu Boermans & "De Groep"
- Asfalt Gigolo, EMI, 1980

Met Mikis Theodorakis
- Alexia, BMG/RCA, 1998